# Ambasadorowie Wielkiej Brytanii w Hiszpanii
Oficjalny tytuł ambasadorów brytyjskich w Królestwie Hiszpanii brzmi: Her Britannic Majesty’s Ambassador to the Kingdom of Spain.
W 1822 roku ówczesny brytyjski MSZ George Canning obniżył rangę misji dyplomatycznej w Madrycie, co miało odzwierciedlać spadek znaczenia Hiszpanii na arenie międzynarodowej. Pełna ambasada działała znów dopiero od 1877 roku.

## Portrety niektórych ambasadorów

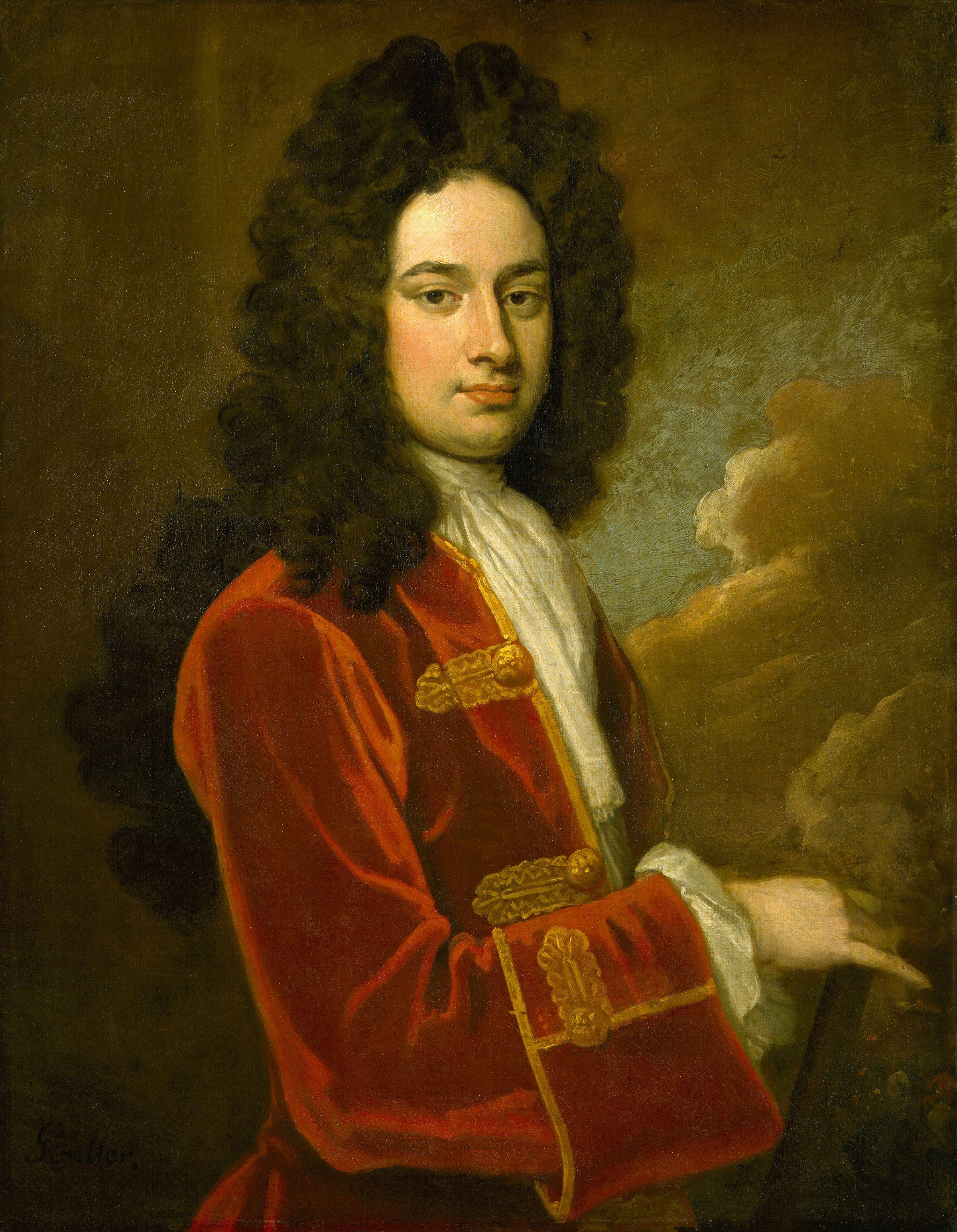
James Stanhope, 1. hrabia Stanhope
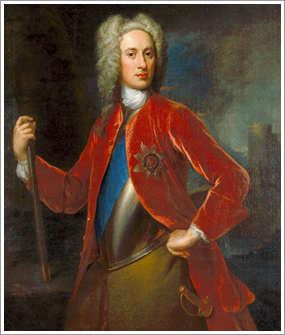
John Campbell, 2. książę Argyll
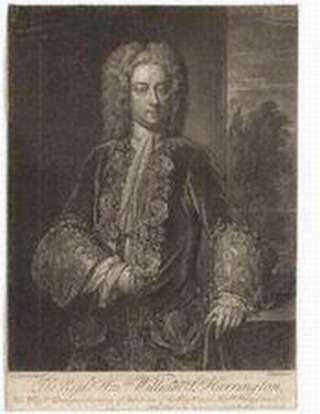
William Stanhope, 1. hrabia Harrington
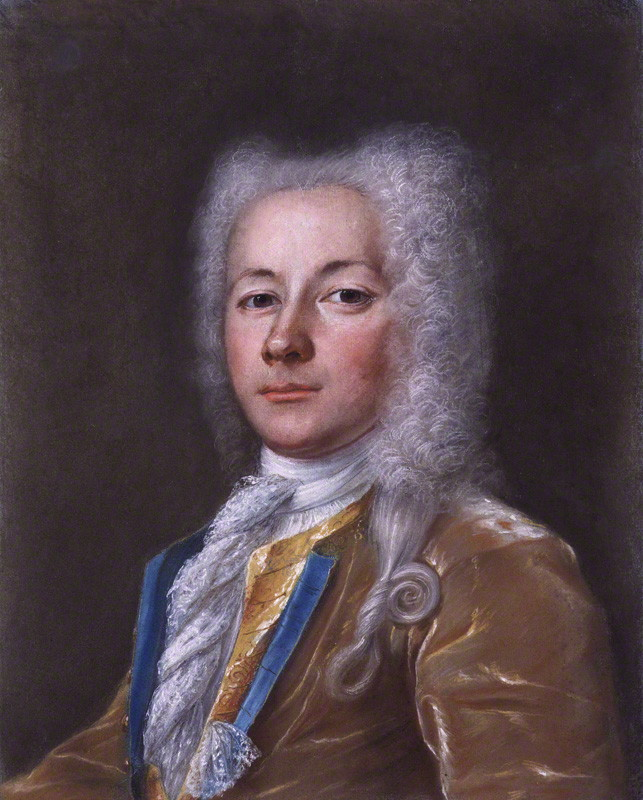
Robert Sutton, 2. baron Lexinton
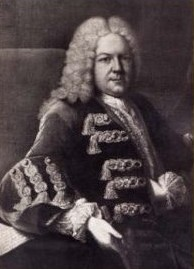
Benjamin Keene
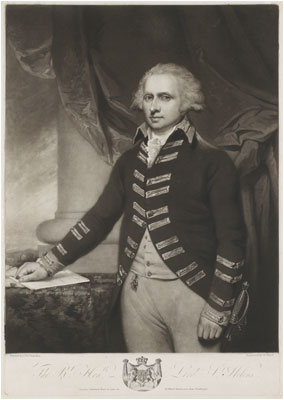
Alleyne Fitzherbert, 1. baron St Helens
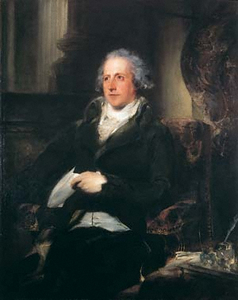
William Eden, 1. baron Auckland

## XVI wiek
- 1505–1518 John Stile[1]
- 1512–1513 William Knight[2]
- 1517–1522 Thomas Spinelly[3]
- 1518–1519 John Kite, John Bourchier
- 1533–1537 Richard Pate
- 1537–1539 Thomas Wyat[4]
- 1554 John Russell, Thomas Radclyffe
- 1560–1562 Anthony Browne, sir Thomas Chamberlain[5]
- 1561–1565 Thomas Chaloner
- 1565–1566 William Phayre (Chargé d’affaires)
- 1566–1568 John Man[6]
- 1576–1577 John Smith[7][8]
- 1577–1578 Thomas Wilkes[9]
- 1579–1583 Edward Wotton
- 1583–1584 William Wade
- 1584 Thomas Wilson

## XVII wiek
- 1605 Charles Howard
- 1605, 1609–1611 i 1629–1631 Francis Cottington, 1 hrabia Cottington[10]
- 1605 Charles Cornwallis[11]
- 1609–1611 i 1625–1626 Peter Wyche
- 1608 i 1610–1618 John Digby, 1. hrabia Bristol[12]
- 1616 William Cecil
- 1617–1618 i 1622–1624 John Digby, 1. hrabia Bristol
- 1618 i 1634–1638 Walter Aston
- 1623 i 1628–1629 Endymion Porter
- 1624 Stephen Gardiner
- 1630–1636 i 1638–1645 Arthur Hopton
- 1634–1635 John Taylor
- 1638 Richard Fanshawe Chargé d’affaires
- 1650 Anthony Ascham
- 1650–1651 George Fisher
- 1658–1661 Henry Bennet, 1. hrabia Arlington
- 1659–1661 George Digby, 2. hrabia Bristol
- 1666–1668 Edward Montagu
- 1666 Robert Southwell
- 1668 John Werden chargé d’affaires
- 1668 William Godolphin
- 1671–1672 Robert Spencer, 2. hrabia Sunderland
- 1677 Ignatius White
- 1679–1683 Henry Goodricke[13]
- 1682–1685 Peter Lefett
- 1685–1688 Charles Granville, 2. hrabia Bath
- 1685–1688 John Stafford
- 1689 Charles Berkeley, 2. hrabia Berkeley
- 1689–1699 Alexander Stanhope[14]
- 1699–1702 Francis Schonenberg[15]

## XVIII wiek
- 1706–1707 James Stanhope, 1. hrabia Stanhope
- 1708–1710 James Stanhope, 1. hrabia Stanhope
- 1711–1712 John Campbell, 2. książę Argyll
- 1712–1713 Robert Sutton, 2. baron Lexinton
- 1713–1714 Robert Benson, 1. baron Bingley
- 1715–1717 George Bubb-Dodington
- 1717–1718 William Stanhope, 1. hrabia Harrington (specjalny wysłannik)
- 1718 James Stanhope, 1. hrabia Stanhope (specjalny wysłannik)
- 1721–1727 William Stanhope, 1. hrabia Harrington
- 1729–1739 Benjamin Keene
- 1739–1748 brak reprezentacji (wojna o ucho Jenkinsa i wojna o sukcesję austriacką)
- 1748–1757 Benjamin Keene (II raz)
- 1758–1761 George Hervey, 2. hrabia Bristol
- 1761–1763 brak reprezentacji (wojna siedmioletnia)
- 1763–1766 William Nassau de Zuylestein, 4. hrabia Rochford
- ?-? sir James Grey
- ?-? James Harris, 1. hrabia Malmesbury (krótko jako Chargé d’affaires)
- ?-? George Pitt, lord Rivers
- 1771–1779 Thomas Robinson, 2. baron Grantham
- 1779–1783 brak reprezentacji (wojna hiszpańsko-brytyjska w Ameryce Płn.)
- 1783–1784 John Crichton-Stuart, 1. markiz Bute
- 1784–1786 Philip Stanhope, 5. hrabia Chesterfield
- 1787–1789 William Eden, 1. baron Auckland
- 1790–1794 Alleyne Fitzherbert, 1. baron St Helens (Minister Plenipotentiary)
- 1794–1795 Morton Eden, 1. baron Henley
- 1795–1796 John Crichton-Stuart, 1. markiz Bute

## XIX wiek
- 1802–1804 John Hookham Frere
- 1808 John Hookham Frere
- 1809 Richard Wellesley, 1. markiz Wellesley
- 1833–1839 George Villiers, 4. hrabia Clarendon
- 1879–1881 Lionel Sackville-West, 2. baron Sackville

## XX wiek
- 1900–1903 Henry Mortimer Durand
- 1904–1905 Arthur Nicolson, 1. baron Carnock
- 1913–1919 Arthur Hardinge
- 1919–1924 Esme Howard, 1. baron Howard of Penrith
- 1924–1928 Sir Horace Rumbold, 9. baronet
- 1940–1944 Samuel Hoare
- 1945–1946 Victor Mallet
- 1960–1966 George Labouchere
- 1969 John Wriothesley Russell
- 1974–1977 Charles Wiggins
- 1977–1979 Anthony Arthur Acland
- 1980–1984 Richard Parsons
- 1984–1989 Nicholas Gordon-Lennox
- 1989–1994 Robin Fearn
- 1994–1998 David Brighty
- 1998–2003 Peter Torry

## XXI wiek
- 2003–2007 Stephen Wright
- 2007–2009 Denise Holt
- 2009−2013 Giles Paxman
- 2013–2019 Simon Manley
- od 2019 Hugh Elliott